# La Verónica
Pour plus de détails, voir Fiche technique et Distribution.
La Verónica est un film chilien réalisé par Leonardo Medel, sorti en 2020. 

## Synopsis
Verónica Lara est une influenceuse chilienne : mannequin, épouse d'un des footballeurs stars du Chili, elle a perdu sa première fille Camilla, ce que le public ignore, tandis qu'un procureur enquête sur ce qu'il suspecte être un infanticide. 
Alors qu'elle renvoie sur les réseaux sociaux l'image d'un bonheur parfait, Verónica souffre d'une jalousie maladive, en particulier envers la fille qu'elle a eue avec son mari. Elle veut obtenir le contrat d'égérie d'une marque de rouge à lèvres, mais il lui manque plusieurs centaines de milliers d'abonnés sur Instagram pour cela. Prête à tout, jusqu'où ira-t-elle ?

## Fiche technique
- Titre : La Verónica
- Réalisation : Leonardo Medel
- Scénario : Leonardo Medel
- Pays d'origine :  Chili
- Langue originale : espagnol
- Genre : drame
- Durée : 100 minutes
- Dates de sortie :    
  - Espagne : Septembre 2020 (Festival international du film de Saint-Sébastien)
  - France : 17 août 2022

## Distribution
- Mariana Di Girólamo : Verónica Lara
- Valeryia Alfirovich : Modelo
- Stephan Cabezas : Asistente Del Cementerio
- Carolina Castillo : Productora De campaña
- Matias Cornejo : Manuel
- Emilio Edwards : Ejecutivo
- Gloria Fernández : Amanda
- Ingrid Fiorini : Modelo
- Antonia Giesen :
- Sylvia Hernández : Madre De Verónica
- Valentina Hites : Modelo
- Ignacia Jara : Ignacia
- Javiera Lucero : Asistente Del Cementerio
- Vicente Toledo Mahmoud : Jaime
- Ariel Mateluna : Javier
- Gilda Maureira : Ester
- Coco Páez : Moni
- Renata Rojas : Laura
- Anastasia Tverdokhlebova : Modelo
- Tutu Vidaurre : Roberta